# Distrito de Hérens
Pronunciação
O Distrito de Hérens é um dos 14 distritos do cantão suíço de Valais. Tem como capital a cidade de Vex. Neste distrito de Valais, a língua oficial é o francês.
Segundo o censo de 2010, o distrito ocupa uma área de 470,73 km2 e uma população total de 10 363 hab., o que faz uma densidade de 22 hab/km2. O distrito é constituído por 7 comunas.
Este distrito, que se encontra no Val de Hérens, tem todas as suas comunas no margem esquerda do rio Ródano, com exceção de Ayent, que se encontra na margem direita .

## Imagens

Bandeira do Cantão de Valais
Armas de Vex
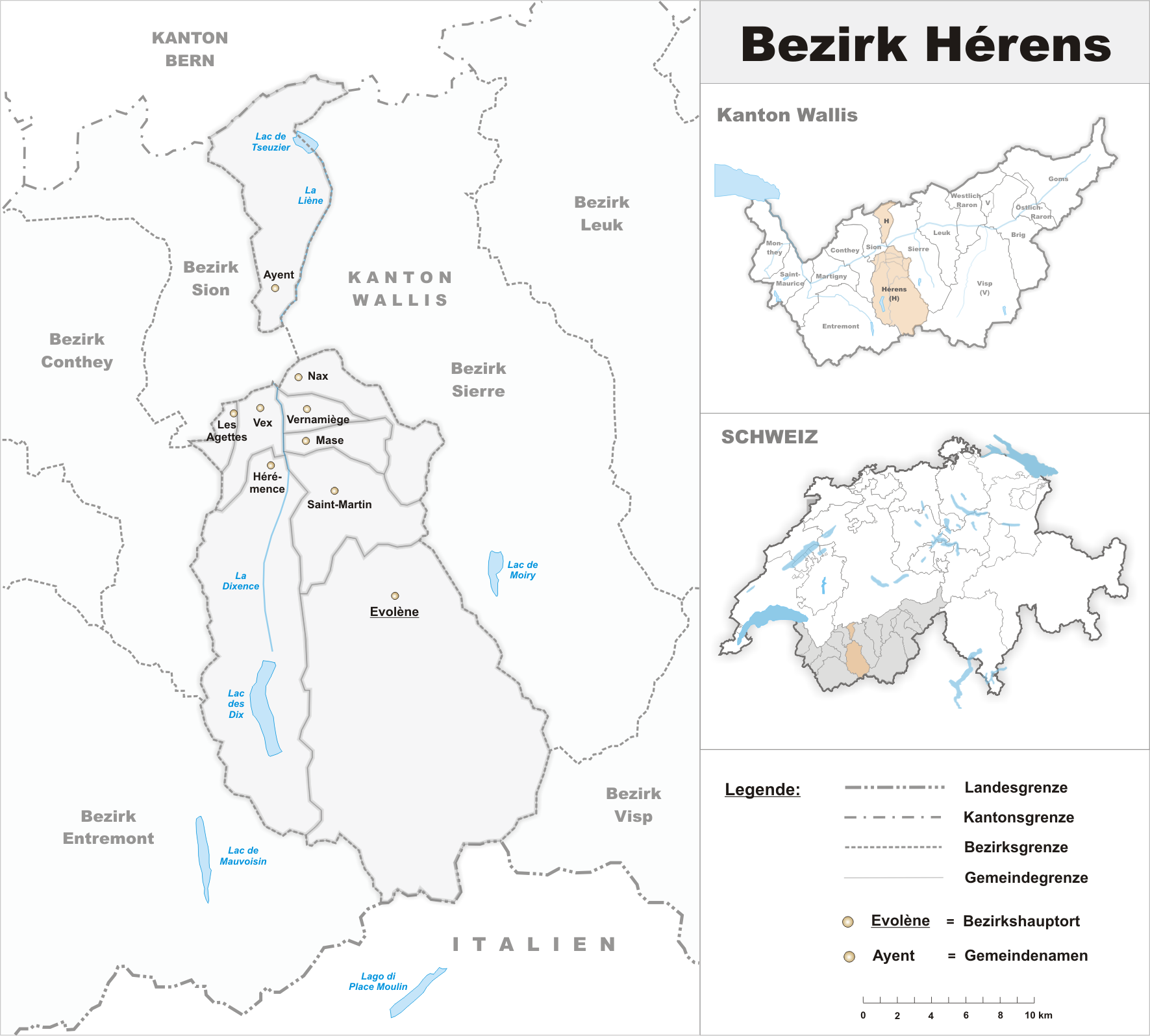
Distrito de Hérens

## Comunas
O Distrito Hérens tem 7 comunas:
| No OCS | De Ayent a Mont-Noble |
| ------ | --------------------- |
| 6082   | Ayent                 |
| 6083   | Evolène               |
| 6084   | Hérémence             |
| 6081   | Les Agettes           |
| 6087   | Saint-Martin          |
| 6089   | Vex                   |
| 6090   | Mont-Noble            |